# سنت پل د لئون
سنت پل د لئون (به فرانسوی: Saint-Pol-de-Léon) یک کمون در فرانسه است که در canton of Saint-Pol-de-Léon واقع شده‌است.

## خصوصیات
سنت پل د لئون ۲۳٫۴۳ کیلومترمربع مساحت و ۷٬۰۳۸ نفر جمعیت دارد.

## خواهرخوانده
شهرهای فشتا و Penarth خواهرخوانده‌های سنت پل د لئون هستند.